# Kodar
Kodar (rusky Кода́р) je hřbet v Zabajkalském kraji na ruské Sibiři. Název Kodar je odvozen od evenského slova pro skálu.

## Geografie
Kodar je částí Stanové vysočiny, která se rozkládá od severního cípu Bajkalu k řece Oljokma. Leží v Bajkalské riftové zóně, která je náchylná k zemětřesení. Hřbet je ohraničen řekami Vitim a Chara, které jsou oba přítoky Leny. Hřbetem protéká řeka Apsat.
Hřbet sestává z úzkých, hlubokých údolí, která sestupují více než 1000 m pod úroveň okolní krajiny. Nejvyšším bodem hřbetu je Pik BAM, dosahující 3072 m n. m. Podle studie z roku 2013, na hřbetu leží 34 ledovců. Ledovce jsou malé, nejvýše 2,1 km dlouhé.
V oblasti panuje subpolární podnebí. Sibiřská tlaková výše způsobuje velmi nízké teploty a malé srážky v období od listopadu do března. Podle meteorologických měření z roku 1960 spadne v nadmořské výšce 2 500 m mezi 850 a 1000 milimetry srážek za rok, přičemž polovina z nich jako sníh. 80 procent sněhu zde napadne na konci jara nebo na začátku podzimu.
Sněžná čára leží ve výškách mezi 2 200  a 2 600 m n. m.